# جورج گیفارد
جورج گیفارد (انگلیسی: George Giffard؛ ۲۷ سپتامبر ۱۸۸۶ – ۱۷ نوامبر ۱۹۶۴) فرد نظامی اهل بریتانیا بود. وی همچنین برندهٔ جوایزی همچون نشان حمام شده‌است.